# Trst (biljni rod)
Trst (lat. Arundo) je manji biljni rod iz poorodice trava. Postoji pet priznatih vrsta, i tri vrste rastu i u Hrvatskoj, to su plinijev trst (A. plinii), obični trst ili mediteranska trska (A. donax) i Arundo micrantha
1. Arundo donaciformis (Loisel.) Hardion, Verlaque & B.Vila
2. Arundo donax L.
3. Arundo formosana Hack.
4. Arundo micrantha Lam.
5. Arundo plinii Turra